# Thomas Wentworth (5e baron Wentworth)
Thomas Wentworth ( bapt. 2 février 1612-1er mars 1665) est un soldat et homme politique anglais qui soutient le roi Charles Ier pendant la Première révolution anglaise et accompagne le jeune prince Charles (futur roi Charles II) en exil. 

## Biographie
Il est né en 1612, le fils aîné de Thomas Wentworth (1er comte de Cleveland) et de sa première épouse, Anne Croftes (décédée en 1638). Sa date de naissance exacte est inconnue, mais les registres paroissiaux montrent qu'il a été baptisé le 2 février 1612. 
En 1640, il est élu député de Bedfordshire au Court Parlement en avril et de nouveau au Long Parlement en novembre. Cependant, avant de prendre place en novembre, il est appelé à la Chambre des lords par bref d'accélération dans la baronnie de son père, Wentworth. 
Il se marie à la mi-mars 1658 à Philadelphie Carey (décédée en 1696), fille de Sir Ferdinando Carey (1590-1638), petite-fille de Sir Edmund Carey (1558-1637). Ensemble, ils ont un enfant : Henrietta Wentworth, née le 11 août 1660. 
Il reçoit l'ordre du Bain (KB) et est nommé au Conseil privé d'Angleterre (PC). 
Il est décédé à 53 ans le 1er mars 1665, deux ans avant son père. Il est enterré six jours plus tard à Toddington. Sa fille, Henrietta, accède à la baronnie à la mort de son père; elle aurait eu une liaison avec James Scott, mais sans enfants. Après sa mort à 25 ans, la baronnie passe à sa tante, Anne Lovelace, 7e baronne Wentworth, épouse de John Lovelace. 

## La guerre civile
Pendant la Première révolution anglaise, Wentworth est sergent-major-général et commande le régiment de cavalerie du prince de Galles. Il participe à l'action à Tipton Green, Cropredy Bridge, et peut-être à Newbury, en 1644; à Langport en 1645; et à Worcester, la bataille finale de la Première révolution anglaise en 1651. Il mène la plupart des combats aux côtés de son père. Lorsque les royalistes sont défaits, lord Wentworth accompagne la cour en exil. Il lève un régiment (qui devient plus tard les Grenadier Guards) à Bruges pour servir de garde du corps à Charles II en exil. 
De 1639 à 1640, Wentworth se bat contre les Écossais dans les guerres des évêques. Au début de la guerre civile en 1642, Wentworth est avec George Goring à Portsmouth. Après la chute de cette garnison, il rejoint l'armée principale de campagne du roi et lève une compagnie de dragons. Il combat à Marlborough, Wiltshire, en décembre 1642, et à Cirencester, Gloucestershire, en février 1643. 
Le 2 février 1643, il devient major-général de dragons, succédant à Sir Arthur Aston. Au début de la guerre civile, les dragons formaient une partie substantielle de l'armée, bien qu'ils ne soient que des fantassins montés sur des poneys et autres petits chevaux initialement considérés comme inadaptés aux cavaliers. 
Le 5 février 1644, il succède à Sir Thomas Byron comme colonel du régiment de cavalerie du prince de Galles. À la bataille de Cropredy Bridge (juin 1644), il commande une brigade de cavalerie. Il est ensuite nommé major général de cavalerie succédant à Lord Wilmot, lorsque ce dernier est destitué avant la bataille de Lostwithiel. Cependant, le 14 novembre 1644, il quitte ce poste afin de rejoindre l'armée de Lord Goring dans l'Ouest du pays. 
Après la défaite de Goring à Langport et le licenciement qui suit, Wentworth est nommé major-général de cavalerie sous le nouveau commandant de l'armée occidentale, Lord Hopton. Malheureusement, Hopton est bientôt en mauvais termes avec Wentworth et réussit à se faire battre à Torrington le 14 mars 1646. En conséquence, l'armée occidentale déjà démoralisée se rend peu après. 
Wentworth s'enfuit avec le prince Charles au printemps 1646. La cour du prince se rend d'abord aux îles Scilly puis à Jersey. En 1649, Wentworth accompagne Charles à Paris. 
L'année suivante, Wentworth et son père, le comte de Cleveland, naviguent avec Charles en Écosse. Charles est contraint de souscrire à la Ligue et à l'Alliance solennelles comme condition pour être reconnu comme roi, mais beaucoup de ses partisans négligent de le faire, notamment Wentworth et son père. Malgré la défaite de l'armée écossaise à Dunbar le 3 septembre 1650, Wentworth et son père sont expulsés du pays le 17 octobre. Tout comme avec le comte de Forth et d'autres royalistes éminents, ils ignorent cet édit et se battent ensuite à Worcester le 3 septembre 1651. Bien que son père ait ensuite été capturé, Wentworth s'enfuit en toute sécurité. 
Jusqu'à la Restauration en 1660, Wentworth fréquente la cour d'émigré de Charles II. 
En 1656 à Bruges, il est responsable de l'organisation et du commandement d'un régiment de gardes à pied qui sert d'unité de garde du corps au roi en exil. Le régiment sert également avec l'armée espagnole lors de la bataille des Dunes en juin 1658, bien qu'il y ait un doute quant à savoir si Wentworth y a personnellement combattu. 
Après la restauration, Wentworth retourne chez lui en Angleterre. Il amène le régiment de gardes à pied avec lui, où il devient le 1er garde-pieds et ensuite les Grenadier Guards. 